# Бінтан (острів)
Бінтан (індонез. Bintan), також відомий як Negeri Segantang Lada — острів архіпелагу Ріау, що належить Індонезії. Частина провінції Острови Ріау, адміністративний центр якого, Танджунгпінанг, знаходиться на півдні острова і є його головним містом.

## Географія
Площа острова Бінтан — 2402,28 км². Територія острова утворює округ Бінтан, один з шести округів провінції. Місто Танджунгпінанг є автономним округом, що входить в округ Бінтан.
Бінтан — найбільший з 3200 островів архіпелагу Ріау і розташований за 10 кілометрів на схід від острова Батам. Берегова лінія острова — 105 км. Острів входить в провінцію Індонезії Острови Ріау, яка об'єднує архіпелаг Ріау, острови Натуна, Анамбас і Лінга. До липня 2004 року острови Ріау входили в провінцію Ріау.
Від курортної зони острова Бінтан до Сінгапуру, найближчого великого міста, 45-50 хвилин їзди на моторному катамарані. На острові знаходиться безліч пляжів з міжнародними готелями і курортами; найвідоміший з цих пляжів — Bintan Resorts, площа якого — 300 гектарів. Острови архіпелагу Ріау знаходяться прямо навпроти цього курорту і розкидані по всьому Південнокитайському морю. Індонезія просуває Бінтан в якості кращого туристичного напрямку після Балі.

## Флора і фауна

### Флора
На Бінтані лісовий покрив знаходиться в обмеженому районі на пагорбах. Знеліснення здійснювалося колись для вирощування гамбіру (Uncaria gambir). Кожна плантація гамбіру мала площу 30 гектарів. Для обробки листя гамбіру це має важливе значення, тому ліси вирубувалися на площі 30 гектарів, тобто площі плантацій. Гамбір міг рости на одній плантації лише 12 років і в результаті браку землі призвів до скорочення кількості лісів і вирощування гамбіру було припинено. У XX столітті каучукові плантації замінили плантації Гамбір. Потім і каучукові плантації були закинуті через проблеми підтоплення. Зараз ліси розвиваються на вищих точках пагорбів, де не поширене підтоплення. Занедбані землі в даний час використовуються для інших цілей. У тропічних лісах острова, що знаходяться біля підніжжя піку Гунунг Бінтан-Бесар, тепер рослинність складається з діптерокарпових та багатьох інших рослин.

### Фауна

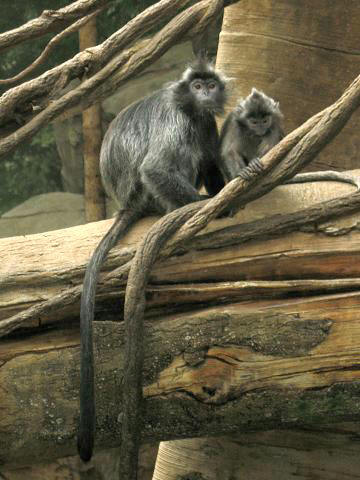
Trachypithecus cristatus

Різні види морських тварин і рослин перебувають під водою. Від кальмарів до равликів, від різних видів риб до устриць — кілька морських видів, включаючи морських черепах були знайдені тут. Дельфіни також були помічені в цих місцях. Різноманіття морського життя є дуже привабливим. Дикими тваринами, яких бачили в лісах острова, є: Trachypithecus cristatus, нектарниці, орли і шуліки.

#### Морські черепахи

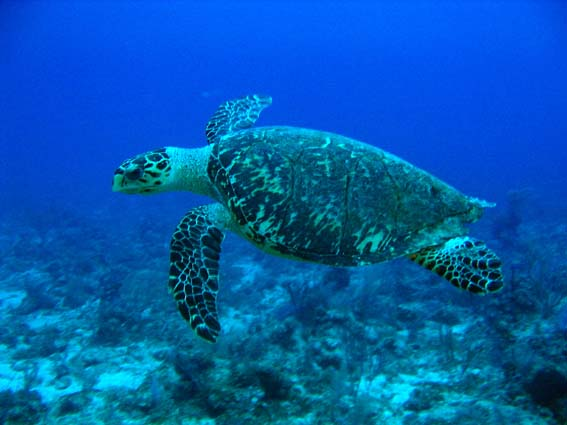
Бісса

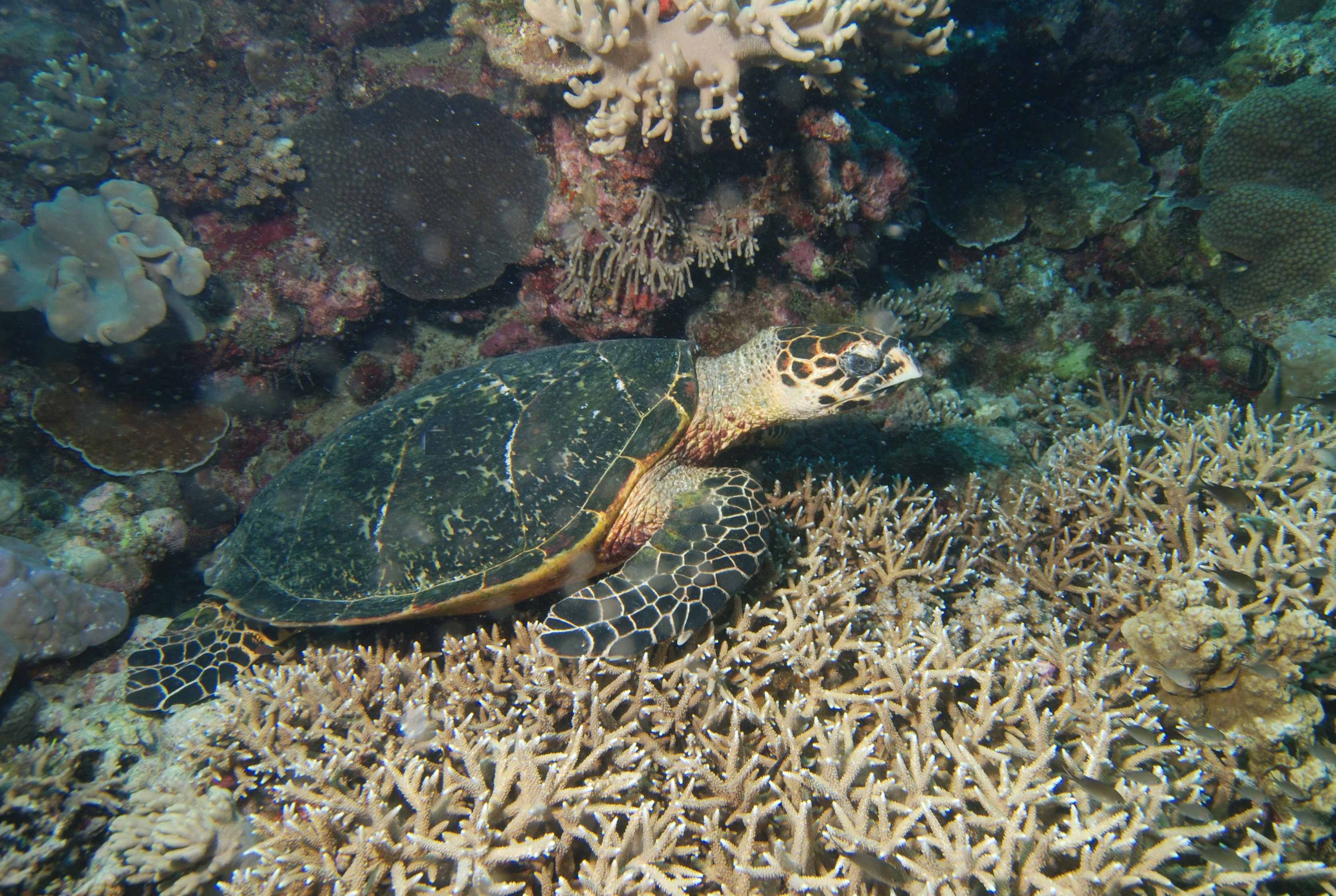
Зелена черепаха

Морські черепахи —  особливий вид Індонезії та її численних островів, включаючи Бінтан; шість видів з семи цього виду можна знайти тільки в Індонезії. Акт захисту № 5 1990 року про збереження природи і екосистеми; постанова уряду Індонезії № 7 того ж року про збереження флори і фауни, створені урядом Індонезії в результаті підписання Конвенції про міжнародну торгівлю видами дикої фауни і флори, що перебувають під загрозою зникнення, забезпечують захист цих видів.
Острів Бінтан був одним з тих місць, де черепах можна було знайти у великій кількості, а в 1950-х роках, під час гніздування, принаймні 2 гнізда можна було щодня знайти на береговій лінії Bintan Resorts. Тепер гнізда можна знайти не так часто, як в минулому. Черепашачі сліди, гнізда, яйця і яєчна шкаралупа були виявлені в ході досліджень, проведених патрулем не лише в Bintan Resorts, а й на пляжі Pasir Pasan. В Bintan Resorts були знайдені гнізда черепахи бісса (Eretmochelys imbricata) і зелених черепах (Chelonia mydas). Департамент наукових досліджень і Відділ екології та здоров'я Bintan Resorts впевнені, що гнізда черепах зберігаються на Бінтані в невеликих селах.

## Історія
Історія Бінтану простежується до початку третього сторіччя нашої ери. Острів процвітав як торговий пункт на шляху між Китаєм та Індією, і протягом століть належав китайцям, британцям і згодом увійшов до складу Голландської Ост-Індії за умовами Англо-голландської конвенції 1824 року. У XII столітті Бінтан був відомий як «Піратський острів», оскільки на ньому знаходилася стоянка малайських піратів, що грабували торгові судна, які плавали в прибережних водах.

## Демографія
Населення — 334 875 чоловік (2010).
Хоча Бінтан і є великим островом в порівнянні з іншими островами архіпелагу, він є малонаселеним. На островах чітко простежується вплив голландців, які володіли ними тривалий час. Населення острова складається з малайців, індонезійців, бугісів, китайців і оранг-лаутів. Індонезійці мігрували на острів у великій кількості, і, як результат, малайці, корінні мешканці архіпелагу, зараз становлять на ньому меншість. В адміністративному центрі округу Бінтан Танджунгпінанзі міське населення збільшилося з 98 871 особи в 1998 році до 134 940 осіб у 2004 році.

## Інфраструктура

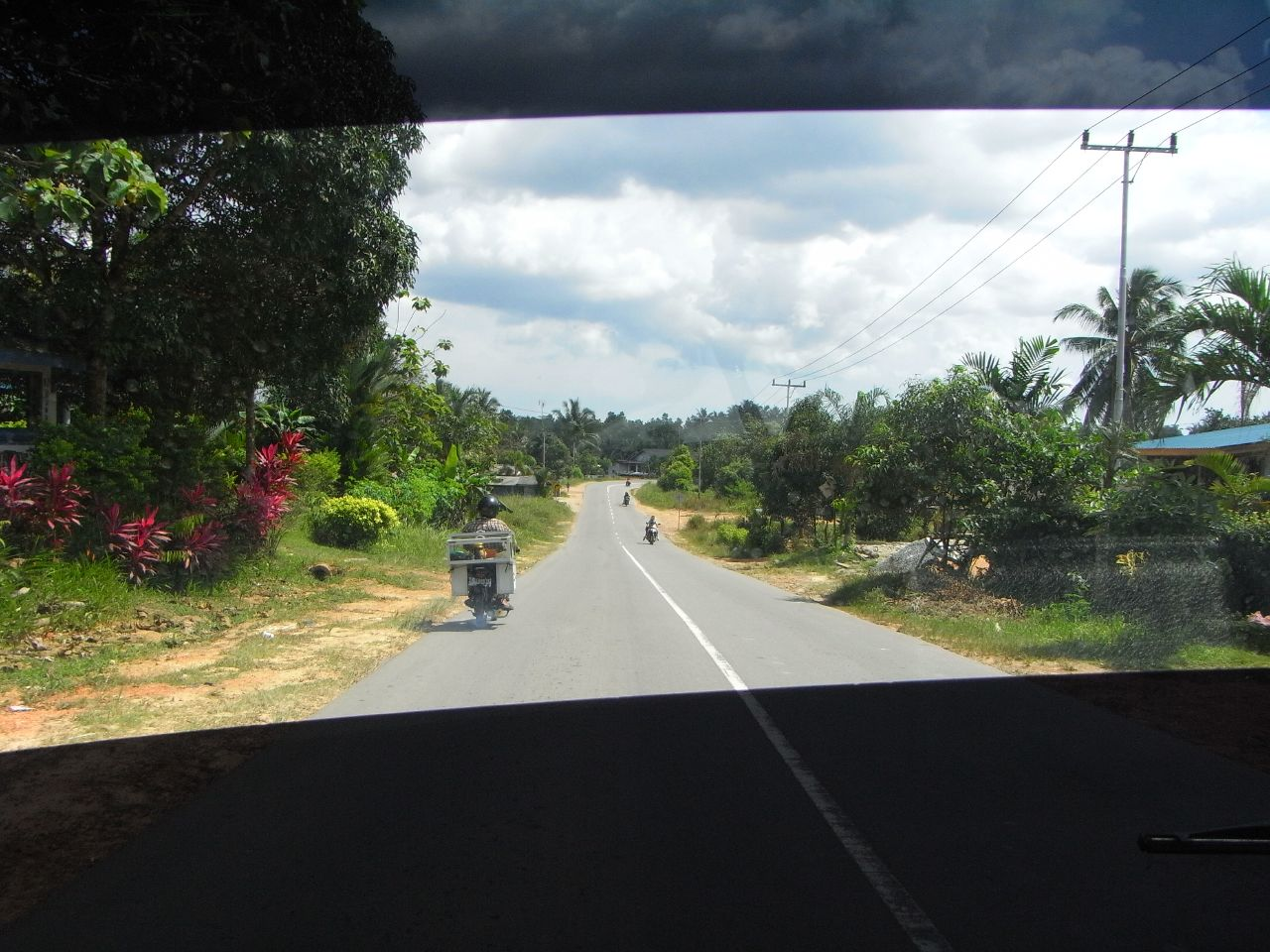
Головна дорога, що веде до Bintan Resorts.

Для реалізації програми розвитку Бінтану в 1991 почалося будівництво сучасної інфраструктури з початковими інвестиціями в розмірі 170 мільйонів доларів США. Оскільки острів був доступний тільки через переправи пріоритет було надано будівництву поромного терміналу в Бантар Бентан Телані. На даний момент є три поромних термінали і два вантажних морських порти потужністю 10-12 тисяч тонн валової ваги. Також на острові є аеропорт Раджа Хаджі Фізбулла.